# Emmanuel Hostache

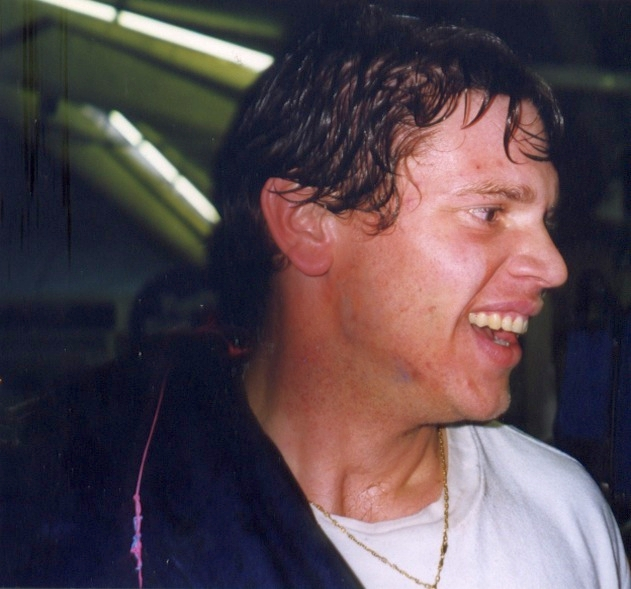
Emmanuel Hostache (undatiert)

Emmanuel Hostache (* 18. Juli 1975 in La Mure; † 30. Mai 2007) war ein französischer Bobfahrer.

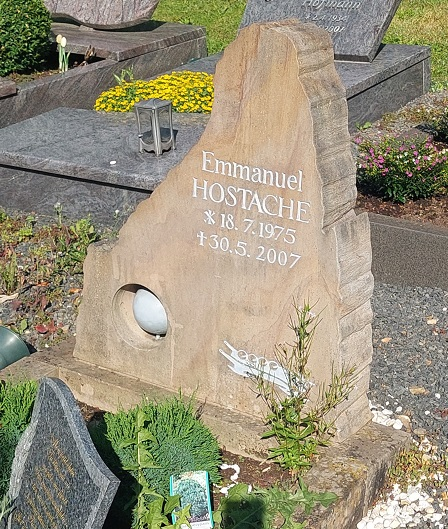
Grab von Emmanuel Hostache in Wahlbach (Burbach)

Der langjährige Anschieber von Bruno Mingeon wurde im Team meist nur Minou genannt. Der Athlet konnte die 100-Meter-Strecke trotz eines Gewichts von 110 Kilogramm in unter 11 Sekunden laufen und war damit einer der besten Anschieber des französischen Bobverbandes. Seinen wohl größten Erfolg feierte er bei den Olympischen Spielen 1998 in Nagano, wo er mit Mingeon, Éric Le Chanony und Max Robert zeitgleich mit dem britischen Bob um Pilot Sean Olsson die Bronzemedaille gewann. Ein Jahr später gewann er mit Mingeon bei den Weltmeisterschaften in Cortina d’Ampezzo Gold im Vierer- und Bronze im Zweierbob. Noch ein Jahr darauf wurde er an derselben Stelle Europameister im Viererbob. Seine Karriere wurde schlagartig beendet, als 2000 bei Hostache Knochenkrebs (Ewing-Sarkom) diagnostiziert wurde. 2007 erlag er der Krankheit.